# Лебедь, Николай Яковлевич
Николай Яковлевич Лебедь (укр. Микола Якович Лебідь, англ. Mykola Lebid; 5 мая 1936, Кустино, Черниговская область — 29 марта 2007, Киев) - украинский и советский живописец, график, дизайнер, Заслуженный художник Украины (1992), профессор. Мастер изысканной техники акварели, художественного проектирования, прикладной графики, медальерного искусства и наградной символики. Лауреат премии ЛКСМУ Николая Островского 1986 года. 

## Биография

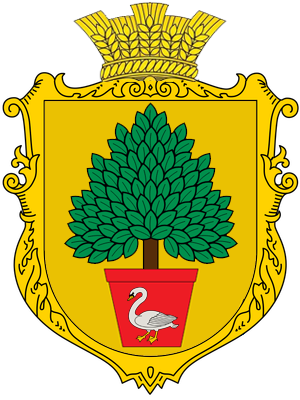
Герб хутора Кустин, где родился художник, содержит изображение лебедя

Николай Лебедь родился 5 мая 1936 на хуторе Кустин Зноб-Новгородского р-на (теперь с. Кустино Середино-Будский район ) Сумской области УССР. Отец Лебедь Яков Степанович (1896-1947) работал на железной дороге, во время Второй мировой войны воевал в рядах Красной армии, умер от ранений вскоре после войны. Мать - Лебедь (Радченко) Евдокия Кирилловна (1898-19??). В семье было шестеро детей. Два старших брата умерли во время Голодомора 1930-х годов. Старший брат Лебедь Даниил Яковлевич, верный воинской присяге пропал без вести в ноябре 1943 года. До этого был награжден двумя медалями "За отвагу". После войны сестры Галина, Мария и младший Николай жили с матерью. В послевоенное время 1944-1954гг. закончил Зноб-Новгородскую среднюю школу. 
В 1957 сдал экзамены в Ленинградское высшее художественно-промышленное училище им.В.Мухиной , диплом защитил на отлично в 1963г. Преподаватели - Сергей Осипов, Модест Шепилевский, Николай Борушко.
Работал художником-конструктором Института «Укргипромебель» и Института технической эстетики в Киеве (1964-1967), главным художником Укрторгрекламы (1966-1973). С 1967 года член Национального союза художников Украины (НСХУ) . В 1992 году получил почетное звание заслуженный художник Украины. В 1999 году Киевской организацией НСХУ номинирован на почетное звание народного художника Украины.
В последние годы жизни Николай Яковлевич передавал свое мастерство студентам Института дизайна интерьеров и ландшафта Национальной академии руководящих кадров культуры и искусств. Умер 29 марта 2007 года в Киеве, в семейном кругу жены, детей, внуков.

## Творчество
Акварели Николая Лебедя экспонировались на многочисленных персональных и групповых выставках. Картины художника находятся в коллекциях Украины, США, Великобритании, России, Польши, Чехии, Словакии, Канады, Германии, ОАЭ, Австрии, Бельгии, Нидерландов, и других стран.   

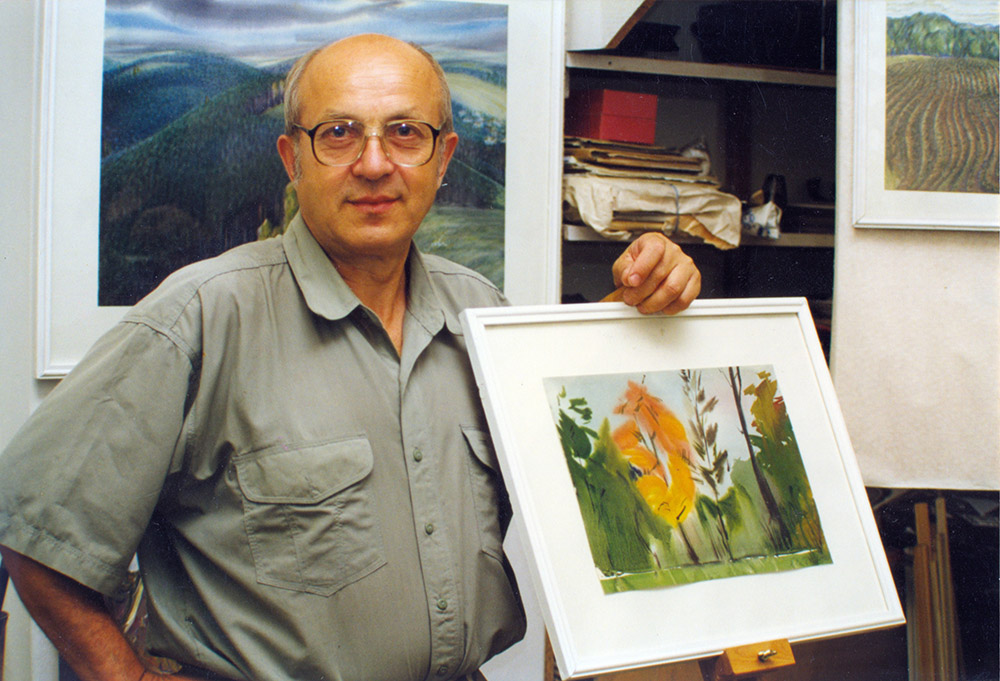
Николай Лебедь в собственной мастерской, 1998 год

Александр Быструшкин, народный артист Украины: "Николая Яковлевича можно смело назвать корифеем искусства. Дизайн музыкальных инструментов, государственных атрибутов, проектирование комплексов социально-культурного характера в Украине и за ее пределами является лишь частью его многогранного таланта. Известный художник-акварелист, он, соединив конструктивное совершенство с художественным чувством, привнес новое видение в украинское искусство" 
Михаил Селивачев, доктор искусствоведения: "Акварельные пейзажи и натюрморты Николая Лебедя принадлежат к лучшим образцам, созданных в этой технике современными художниками. Писаны a la prima - прозрачны, эмоциональны и вместе с тем по-дизайнерски логичны в ритме и композиции." 
Анатолий Жирнов (профессор, директор Института дизайна и ландшафтного искусства НАКККіМ): "Удивляет пластичность ландшафтов и гор, вспаханной земли, лесов, озер в акварелях Лебедя. Пространственная свежесть красок, какая-то сила и правдивость идет от его работ. Лебедь волшебно и тонко передает состояние природы, первые впечатления от натуры. От этого свежесть, прозрачность, ясность. Отбор, обобщение, стилизация, сдержанность в цвете при целостной композиции создают мираж проникновения в самую суть природы, помогают создавать настроение. Замечательное чувство ритма, естество природы и человека доказывает необыкновенную наблюдательность и проникновение в тему ландшафта. Призываем ландшафтных архитекторов внимательно изучать акварели Лебедя и перенимать любовь к ландшафту у Мастера! " 
Виктор Рыжих, народный художник Украины, академик Национальной академии искусств Украины: "Работы Николая Лебедя привлекают прежде всего юношеским непосредственным восприятием. Мотивам его акварельных пейзажей и натюрмортов присущи энергия и свежесть исполнения. Многолетняя работа в области геральдического искусства и наградной символики, что требует от художника строгости и традиционности (в лучшем смысле этого слова), обеспечили Николаю Лебедю пластический тренаж, который позволяет и в станковых работах успешно и на высоком уровне выполнять ритмично пространственные задачи. Его пейзажи, ландшафты заряжены оптимизмом, в них легко дышать. . . " 
Людмила Жоголь, народный художник Украины, академик Украинской академии архитектуры, кандидат искусствоведения: "... Пожалуй, каждый, кто получает государственную награду, прежде всего любуется, как хорошо она выглядит на груди, затем рассматривает ее и не задумывается над тем, кто ее создал и как она легко или тяжело далась художнику. За всю историю человечества, пожалуй, все создано и что-то новое найти тяжело. Каждое государство имеет свои ордена и награды. <...> Николай Яковлевич Лебедь внес весомый вклад в это дело. " 
Нина Велигоцкая, кандидат искусствоведения, заслуженный деятель искусств Украины : "Николай Лебедь мой земляк, родился на Сумщине и представляет собой как бы образ этой "лебединой "земли, ведь "Лебедь белый" и "Лебедь черный"- ее древние мифологические знаки-символы. Он талантливый художник, дизайнер <...>  Акварелист, что исповедует традиции прекрасные и чистые (насколько мне известно, уважает творчество Василия Батюшкова). В то же время Николай Лебедь был и является художником волевого склада. Для него таинственность и магия художественного процесса неотделимы от творческо-организационных форм современного художественного бытия - хорошо помню его в должности главного художника Украинской торговой рекламы, умным и взвешенным членом многих художественных советов и семинаров. Работает в бывшей мастерской глубокоуважаемого мной Никиты Романовича Попенко-Коханого, фигуры интересной, к сожалению, недостаточно оцененной <. . . . > Новые художественные поиски Николая Яковлевича, как я думаю, дают наслаждение и ему самому, и его ценителям. Не может не импонировать то, что мастер остается уважаемым "профи", гордой и красивой птицей на неспокойной, тревожной, нередко взрывной, но своей земле. " 
Автор праздничного освещения Крещатика в 1967-1977 гг. Осуществлял проектирование и авторский надзор за промышленным выпуском: серии светильников для общественных учреждений; музыкальных инструментов  для Черниговской и Житомирской музыкальных фабрик (в частности, за знаменитое пианино «Украина» награды ВДНХ СССР); детских деревянных игрушек и сувениров (выпускались в 1960-1970-х гг. на предприятиях Чернигова и Киева). Николай Лебедь автор художественно-конструкторского решения радиоприемника "Олимпик", "Олимпик-401" (1977). Разработал столовые приборы из золота и серебра, комплекты сувениров для фабрики «Укрсамоцветы», часы, фильмоскопы, громкоговорители, и др. Изделия отмечены авторскими свидетельствами Совета Министров СССР и выпускались промышленностью с 1970-х до 2000-х годов.
С 1980-х Николай Яковлевич занимается также проектированием окружения. Комплексное оформление социально-культурного комплекса Украины на Всемирном фестивале молодежи в Москве (1985, премия ЛКСМУ им. Н. Островского в 1986  ), малые архитектурные формы и краеведческий музей райцентра Варва на Черниговщине (1986-1990), проект и реализация мемориала «Защитники Отечества» в поселке Боровая (1987), центральный парк в Белгороде (1988), ресторан в г.. Дубай (ОАЭ, 1996) и др.
В области прикладной графики Николай Лебедь в 1980-1983 гг. разработал фирменный стиль спортклуба «Наука» Академии наук, серию памятных медалей и знаков киевского радиозавода «Славутич»  (1982-1989). Приобретенный опыт пригодился в 1999 году, когда Верховная Рада объявила конкурс на создание государственных наград, на котором Н. Лебедь получил III премию и впоследствии стал автором всех 3-х степеней ордена «За мужество» и еще около двадцати ведомственных наград Украины.

### Художественные произведения
- серии акварельных картин в собственной изысканной технике, писал всю жизнь [1] [4]
- графика   - «Старый Таллинн» (1965), «Пора цветения» (1966), «Русь» (1967), «Бегония» (1980), «Утро в горах» (1983)
- детские игрушки из дерева (1968-71)
- сувениры «1500 лет Киеву», инкрустация соломкой (1973)
- сувениры для фабрики «Украинские самоцветы» (1975)
- серия памятных медалей и нагрудных знаков (1982-89)

### Промышленный дизайн
- музыкальные инструменты для Черниговский и Житомирской музыкальных фабрик, в т.ч. известное пианино "Украина" (1966-68)
- столовые приборы из золота и серебра (1974)
- радиоприемник "Олимпик", "Олимпик-401" (1977)
- устройство для проверки знаний «Стоп-тест» (медаль ВДНХ СССР) (1975)
- портативная туристическая газовая плитка (1975-79)
- Фильмоскоп "Фильмопроектор Ф-7" (1983)
- электронные цифровые часы, фильмоскопы, громкоговорители

### Архитектура
- комплексное световое оформление Крещатика (1967-77)
- социально-культурный комплекс Украины в Москве (1985, соавтор, диплом Всемирного фестиваля, премия ЛКСМУ Н.Островского 1986)
- мемориал защитникам Родины (пгт. Боровая, 1986)
- парк Ленина (1987) и детский городок (1988; Белгород)
- оформление ресторана в г. Дубай (ОАЭ, 1996)

### Автор государственных и ведомственных наград
- Орден «За мужество» 3-х степеней (1995, Государственная награда Украины )[1] [4] [2] [6] [7] [8] [9] [10] [11] [12]
- Нагрудный знак «Почетный знак МВД Украины» (1995, МВД)[1] [13] [14]
- Нагрудный знак «За отличие в службе» (1995, МВД) [1]
- Нагрудный знак «Лучшему работнику пожарной охраны» (1995, МВД и МЧС) [1]
- Нагрудный знак «Почетный знак Службы безопасности Украины» (1996) [1]
- Нагрудный знак «Крест Славы» (1997, МВД ) [1] [15]
- Нагрудный знак «Почетный пограничник Украины», логотип, серия сувениров (1997, ГПСУ ) [1]
- Почетная юбилейная награда Высшего арбитражного суда Украины (2001) [1]
- Медаль «За мужество в охране государственной границы Украины» (2000, ГПСУ ) [1]
- Медаль «За безупречную службу» в ПВУ 4-х степеней (2002, Пограничные войска Украины) [1]
- Медаль «За миротворческую деятельность» (2003, МВД и Минобороны ) [16]

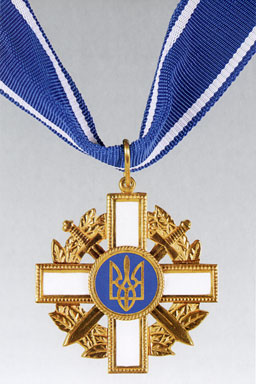
Орден «За мужество» I ст.
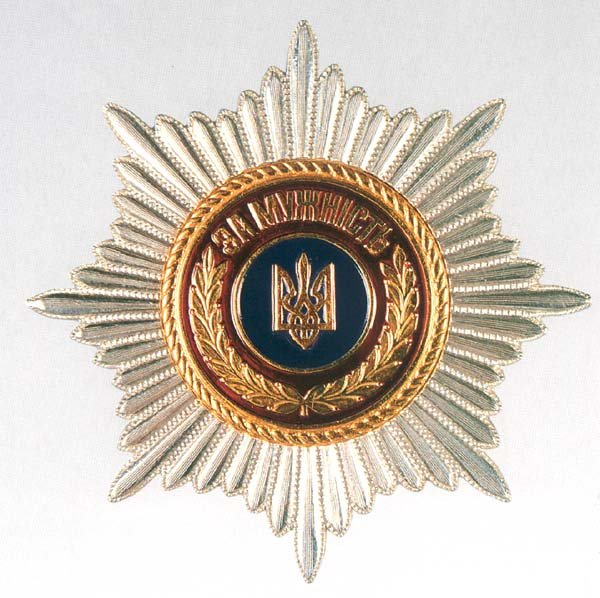
Звезда ордена «За мужество»
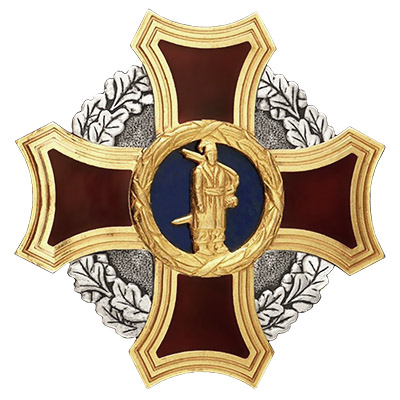
Крест Славы
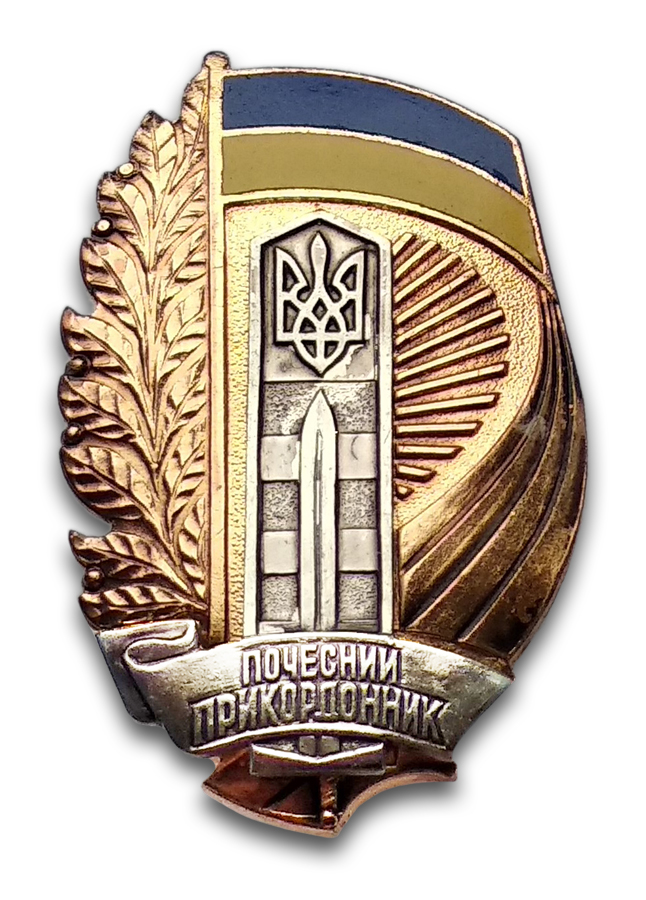
Почетный пограничник Украины
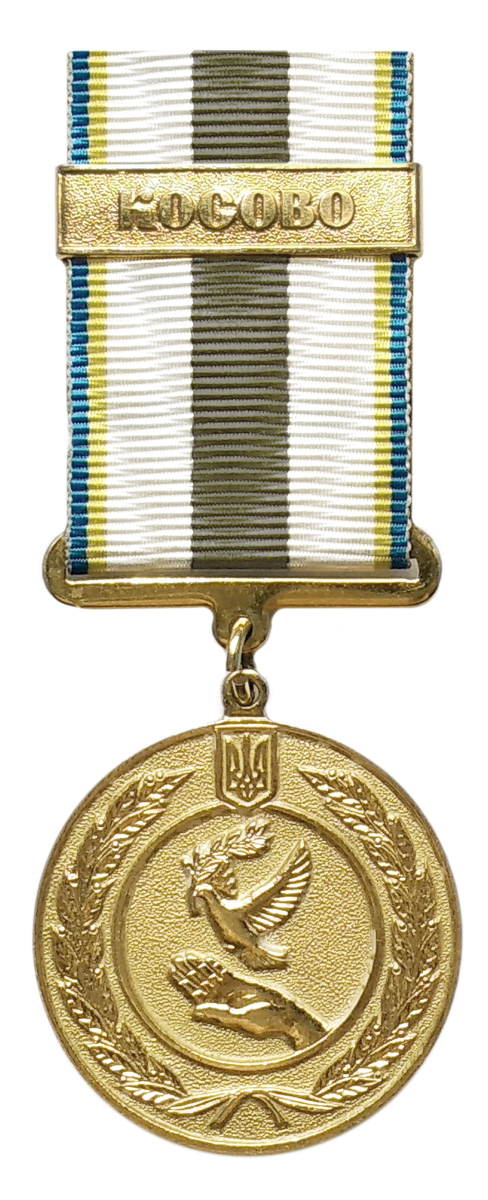
За миротворческую деятельность